# Vila Albíny Honzákové
Vila Albíny Honzákové je sídelní funkcionalistická vila v Dobřichovicích v Jugoslávské ulici čp. 206 vystavěná roku 1923 podle návrhu architektky Milady Petříkové-Pavlíkové. Jedná se o druhý samostatný projekt této první vystudované české architektky a patrně o vůbec první stavbu domu vilového typu navrženého ženou-architektkou v někdejším Československu. 

## Historie
Výstavbu letní vily zadala Albína Honzáková, jedna z předních pracovnic českého ženského hnutí, profesorka na dívčích školách a literární editorka, sestra první české v Čechách vystudované lékařky Anny Honzákové. Návrh stavby zpracovala Milada Petříková-Pavlíková, čerstvá absolventka architektury na pražském ČVUT z roku 1921 a neteř zadavatelky. Honzáková tak Petříkové-Pavlíkové poskytla příležitost k nabrání zkušeností v době, kdy bylo mimořádně náročné se jako žena-architektka prosadit.
Stavbu pak Albína i Anna Honzákovy využívaly pro víkendové pobyty mimo Prahu, kde žily. Setkávaly se zde známé představitelky české ženské emancipace. Svůj poslední den na svobodě v domě strávila také Františka Plamínková, která byla již následujícího dne, 11. června 1942, během německé okupace Čech, Moravy a Slezska zatčena gestapem a posléze popravena v rámci tzv. heydrichiády.
Dům je nadále využíván k obytným účelům (2022).

## Popis
Budova je navržena jako jednopatrový funkcionalistický letní dům obdélníkového půdorysu s pravidelnou stanovou střechou. Je obklopena oploceným pozemkem se zahradou.